# بوريس شاتالباشيف
بوريس شاتالباشيف (وُلِد في 30 يناير 1974-) هو أستاذ كبير في الشطرنج بلغاري ودنماركي (عام 1997)، وحاز على بطولة بلغاريا للشطرنج أربع مرات (1991، 1998، 2007، 2010). فاز بالبطولة الدنماركية عام 2023.

## سيرته
في تسعينيات القرن الماضي وعقد الألفينيات، كان بوريس أحد أبرز لاعبي الشطرنج البلغاريين. فاز ببطولة بلغاريا للشطرنج أربع مرات: في عام 1991، أصبح أصغر بطل في تاريخ الشطرنج البلغاري، وفي أعوام 1998، و2007، و2010. كما فاز بالميدالية الفضية في بطولة بلغاريا للشطرنج مرتين: في عامي 2004 و2009. فاز بوريس ببطولة بلغاريا للفرق للشطرنج أربع مرات مع مختلف أندية الشطرنج (2008، 2009، 2012، 2013).
فاز أو شارك بالمركز الأول في العديد من بطولات الشطرنج الدولية، بما في ذلك ألبينا (1992)، بافليكيني (1994)، شامبيري (1996)، باريس (1997)، سان أفريك (1998)، كوترو (1998، 2001)، بورتو سان جورجيو (2000، 2003)، إمبيريا (2001)، فال تورينز (2001، 2004)، ريجيو إميليا (2001/02)، بالاتونليل (2002، 2003)، آجد (2002)، لا رودا (2004)، جنوة (2005)، صني بيتش (2005، 2006) ورييكا (2007).
لعب لصالح بلغاريا في أولمبياد الشطرنج:
- في عام 1996، في المركز الاحتياطي الثاني في أولمبياد الشطرنج الثاني والثلاثين في يريفان (+1، =2، -1).
- في عام 1998، في أول مجلس احتياطي في أولمبياد الشطرنج الثالث والثلاثين في إيليستا (+3، =3، -2).
- في عام 2004، في المجلس الاحتياطي الأول في أولمبياد الشطرنج السادس والثلاثين في كالفيا (+3، =2، -1).

لعب لصالح بلغاريا في بطولة أوروبا للفرق في الشطرنج:
- في عام 2003، في المركز الثالث في بطولة الشطرنج الأوروبية الرابعة عشرة في بلوفديف (+1، =3، -2).
- في عام 2007، في المجلس الاحتياطي الأول في بطولة الشطرنج الأوروبية السادسة عشر للفرق في هيراكليون (+0، =6، -1).

لعب لصالح بلغاريا في بطولة البلقان للشطرنج للرجال:
- في عام 1992، في اللوح السادس في بطولة البلقان للشطرنج الثالثة والعشرين في مانجاليا (+3، =0، -0) وفاز بالميدالية الفضية الجماعية والميدالية الذهبية الفردية.

- في عام 1995، حصل على لقب أستاذ دولي في الاتحاد الدولي للشطرنج وحصل على لقب أستاذ كبير في الاتحاد الدولي للشطرنج بعد عامين.

في ديسمبر 2021 فاز بمبلغ 20000 ليفا في النسخة البلغارية من برنامج "من سيربح المليون".